# اد پالوبینسکاس
اد پالوبینسکاس (انگلیسی: Ed Palubinskas؛ زادهٔ ۱۷ سپتامبر ۱۹۵۰) بازیکن بسکتبال اهل استرالیا است.